# Jean Cochard
Jean Cochard (Francia, 27 de marzo de 1939) es un atleta francés especializado en la prueba de salto de longitud, en la que consiguió ser medallista de bronce europeo en 1966.

## Carrera deportiva
En el Campeonato Europeo de Atletismo de 1966 ganó la medalla de bronce en el salto de longitud, con un salto de 7.88 metros, siendo superado por el británico Lynn Davies que con 7.98 m batió el récord de los campeonatos, y por el soviético Igor Ter-Ovanesyan (plata también con 7.88 m).